# ميخائيل أرياس
ميخائيل أرياس (بالإنجليزية: Michael Arias)‏ هو مخرج أمريكي، ولد في 2 فبراير 1968 في لوس أنجلوس في الولايات المتحدة.

## وصلات خارجية
- ميخائيل أرياس على موقع IMDb (الإنجليزية)
- ميخائيل أرياس على موقع ألو سيني (الفرنسية)
- ميخائيل أرياس على موقع أول موفي (الإنجليزية)
- ميخائيل أرياس على موقع قاعدة بيانات الأفلام السويدية (السويدية)
- ميخائيل أرياس على موقع قاعدة بيانات الفيلم (الإنجليزية)
- ميخائيل أرياس على موقع كينوبويسك (الروسية)